# Provincetown Public Library (Altbau)
Das ehemalige Gebäude der Provincetown Public Library in Provincetown im Bundesstaat Massachusetts der Vereinigten Staaten wurde 1975 in das National Register of Historic Places eingetragen.

## Beschreibung
Die Stadtbibliothek wurde in diesem Gebäude am 13. Juni 1874 eröffnet, nachdem es der Stadt von seinem ursprünglichen Eigentümer Nathan Freeman geschenkt worden war. Bereits 1863 hatte die Gruppe Mayflower der Sons of Temperance 300 Dollar (heute ca. 8.000 Dollar) zur Eröffnung einer öffentlichen Bibliothek bereitgestellt und diese Mittel kontinuierlich aufgestockt, sodass zum Zeitpunkt der Errichtung des Gebäudes 522,22 Dollar (heute ca. 15.000 Dollar) zur Verfügung standen. 1872 stellte die Stadtverwaltung zudem 25 Dollar (heute ca. 700 Dollar) bereit, um für ein Jahr die Ausgaben des Boston Daily Advertiser zu erwerben und binden zu lassen. Für den Ankauf von Büchern wurde vier Jahre lang die örtliche Hundesteuer verwendet. So konnte die Bibliothek bei ihrer Eröffnung bereits einen Bestand von über 2000 Büchern vorweisen; 1890 waren es mehr als doppelt so viele. 2005 zog die Bibliothek in die Räume der nur wenige Meter entfernten, ehemaligen Center Methodist Church.